# Laelius virilis
Laelius virilis är en stekelart som beskrevs av Vikberg 2005. Laelius virilis ingår i släktet Laelius, och familjen dvärggaddsteklar. Enligt den finländska rödlistan är arten nära hotad i Finland. Arten har ej påträffats i Sverige. Artens livsmiljö är byggnader.